# Adrien de Wignacourt (homme politique)
Pour les articles homonymes, voir Wignacourt et Adrien de Wignacourt (homonymie).
Adrien de Wignacourt, dit comte de Wignacourt, né le 23 octobre 1845 à Saint-Marceau (Ardennes) et mort le 21 octobre 1915 à Ixelles (Belgique), est un homme politique français.

## Biographie
Après avoir fait l'école militaire de Saint-Cyr, Adrien de Wignacourt  entre au 3e régiment de hussards. Il quitte l'armée peu de temps avant la bataille de Sedan, mais la réintègre à la suite de celle-ci. 
Il entre dans la vie publique en 1880, date à laquelle il est élu conseiller général du canton de Flize (Ardennes) où il habite le château de Guignicourt-sur-Vence. Il perd ce mandat en 1904 face à Henri Doizy.
En 1889, il se présente pour le poste de député de la 2e circonscription de Mézières, mais est défait face à Émile Corneau. Il doit attendre 1893 pour remporter cette circonscription face à Jean-Baptiste Clément. Préconisant le vote obligatoire, il se représente en 1898, mais perd sa circonscription en laissant sa place à Gaétan Albert-Poulain.
Au début de l'invasion allemande de 1914, il reste à son poste de maire de Guignicourt-sur-Vence, en zone occupée ; il « ne l'avait quitté que pour traiter, à Bruxelles, une sérieuse question concernant les intérêts de ses administrés ».

## Sources
- « Adrien de Wignacourt (homme politique) », dans le Dictionnaire des parlementaires français (1889-1940), sous la direction de Jean Jolly, PUF, 1960 [détail de l’édition]